# Port Hardy
Port Hardy es un municipio distrital canadiense situado en la provincia de Columbia Británica.

## Superficie
Port Hardy tiene una superficie de 38,55 km².

## Demografía
En 2021, tenía 3902 habitantes, una densidad poblacional de 101,2 hab./km², y 1984 viviendas.